# Florian Vetsch (Politiker)

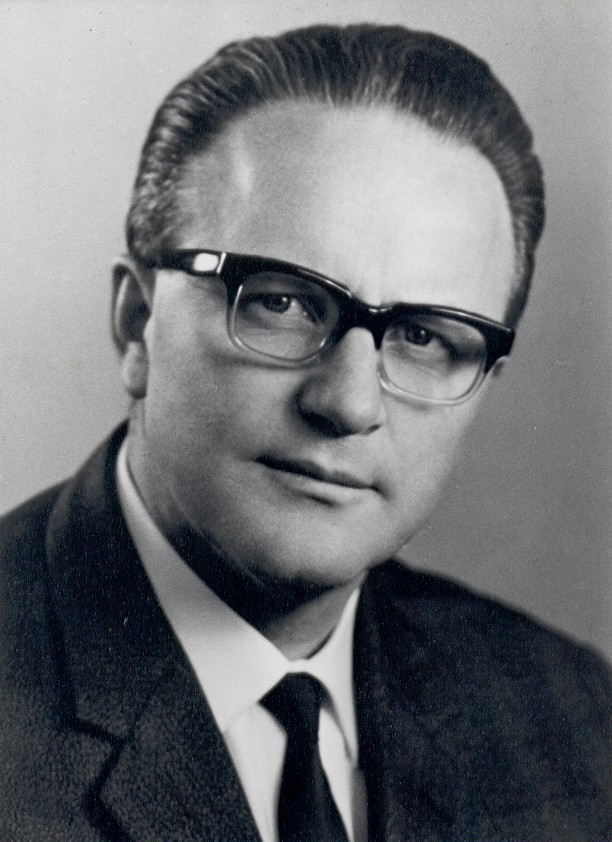
Florian Vetsch, 1921–1972

Florian Vetsch (* 11. September 1921 in Grabs; † 8. März 1972 in Vilters-Wangs SG, heimatberechtigt in Grabs) war ein Schweizer Nationalrat und Regierungsrat des Kantons St. Gallen.

## Jugendzeit und Ausbildung
Florian Vetsch wuchs als fünftes von sieben Kindern des nachmaligen Bezirksammanns Jakob Vetsch (* 15. Mai 1886; † 5. April 1944) und der Katharina, geb. Lippuner (* 20. Juli 1890; † 25. Februar 1972) im elterlichen Haus in der Grabser Kirchbünt auf. Nach dem Besuch der dortigen Primar- und Sekundarschule absolvierte er von 1937 bis 1940 die Kaufmännische Lehre mit Besuch der Kaufmännischen Berufsschule in Buchs SG.

## Berufsleben

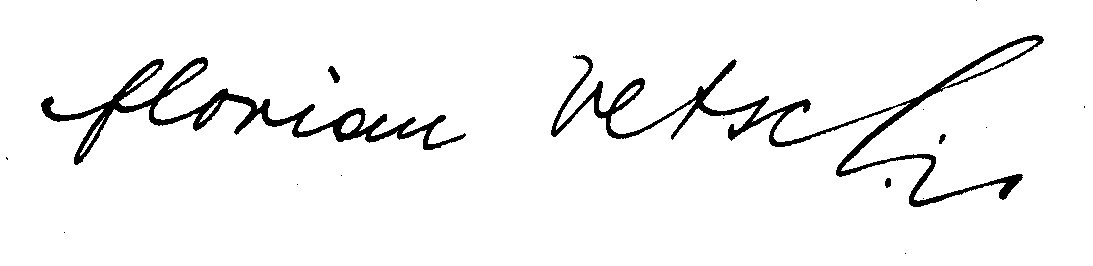
Unterschrift vom Jahr 1946

Die kommenden fünf Jahre arbeitete er als kaufmännischer Angestellter in der Privatwirtschaft, bis er in den öffentlichen Dienst eintrat: 1945/46 als Kanzlist auf dem Kassier- und Steueramt bei der Gemeindeverwaltung in Grabs, 1946/47 als Kanzlist 1 bei der Kantonalen Steuerverwaltung in St. Gallen und 1947–1954 als Steuersekretär der Stadt Rorschach am Bodensee.
Aus der Stellung heraus wählte ihn die Bevölkerung des ehemaligen Bezirkes Werdenberg am 14. Februar 1954 zum ersten sozialdemokratischen Bezirksammann des Kantons St. Gallen nach Buchs SG. Neben seiner Partei fand er Unterstützung vor allem durch die Jungbauern, die Demokraten, das Gewerkschaftskartell, sowie durch den Verband Evangelischer Arbeiter und Angestellter. Diese Aufgabe versah er bis zu seinem Eintritt in die Kantonsregierung anfangs 1970, in der er dem Justiz- und Polizeidepartement vorstand. Dort leitete er zahlreiche Reformen in der Gesetzgebung, im Strafvollzug und in der Organisation der Verwaltung ein. In seine Amtszeit fiel auch die einstweilige moralische Rehabilitierung des 1939 entlassenen und erst 1993 posthum voll rehabilitierten Polizeikommandanten und Fluchthelfers Paul Grüninger durch die St. Galler Kantonsregierung am 22. Dezember 1970.

## Öffentliches Engagement
Parallel zu seinem beruflichen Werdegang entfaltete Florian Vetsch als überzeugter Sozialdemokrat sein Engagement für die Öffentlichkeit. 1953–54 war er Mitglied des Bezirksschulrates Rorschach, seit 1954 des Kantonsrates und ab 1963 des Nationalrates. Letztere beiden Mandate übte er bis zu seiner Wahl in die St. Galler Regierung Ende 1969 aus.
Unter anderem gehörte Florian Vetsch der kantonalen Steuerrekurskommission sowie der Aufsichtskommission der Kantonsschule Sargans an. In den Jahren 1958–1968 engagierte er sich als Vize-Präsident vom Initiativkomitee für die Schaffung des Neu-Technikums Buchs, der späteren Interstaatlichen Hochschule für Technik NTB Buchs. Mit diesen beiden Ausbildungsstätten wurde ein Brückenschlag zwischen den kulturell unterschiedlichen Bezirken Werdenberg und Sargans angestrebt.
Im Vorfeld der Schweizerischen Strafrechtsrevision von 1971 stellte der Politiker in der Vormittagssitzung des Nationalrates vom 12. März 1969 einen Kommissions-Minderheitsantrag auf Streichung des Artikels 52, wonach Straffällige während Jahren in der bürgerlichen Ehrenfähigkeit eingestellt waren, ein Rest der „mort civile“, der sich in Verbindung mit anderen Bestimmungen oft hinderlich auf die Resozialisierung ausgewirkt hatte und in einem modernen Strafrecht keinen Raum mehr für sich zu beanspruchen habe. Florian Vetschs engagiertes Votum überzeugte: Sein Antrag wurde vom Nationalrat mit 49:43 Stimmen gutgeheissen. Die Streichung des Artikels 52 machte Anpassungen weiterer Artikel notwendig, was in der Folge vorgenommen wurde. Der Ständerat schloss sich der Meinung des Nationalrates an.

## Reden
In seinen Reden bezog der Politiker klar Stellung gegen die atomare Bewaffnung der Schweiz sowie gegen fragwürdigen Waffenhandel und postulierte an deren Stelle gezielte Hilfswerke, vor allem durch Vermittlung von mehr Wissen. Er wehrte sich entschieden gegen die Benachteiligung von Arbeitnehmern, Mietern und Konsumenten sowie für eine sozialere Gestaltung und Auslegung der Steuergesetze. Florian Vetsch rief dazu auf, die Schwachen vermehrt zu unterstützen und über kleinliches Gelddenken hinauszuwachsen zu einer weitreichenden Solidarität. Ganz selbstverständlich hatte er sich auch für die Frauenstimmrechts-Vorlage im Kanton St. Gallen eingesetzt, über welche die Stimmberechtigten am 27. September 1970 zu befinden hatten.

## Familie und Freizeit

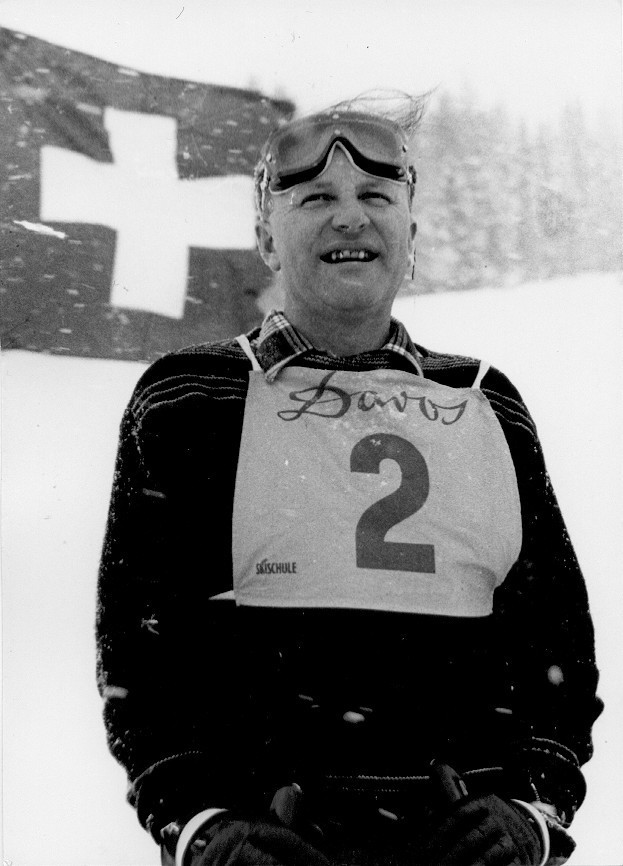
Am britisch-schweizerischen Parlamentarier-Skirennen 1967 in Davos

Am 30. August 1947 heiratete er Anny Engler (* 25. Juni 1922; † 13. September 1986) von Sevelen SG. Besonders während der Ferienzeiten wurde gemeinsam mit den drei Kindern Heidy, Jakob und Florian im Erholungsgebiet von Flims-Fidaz gewandert sowie in Wildhaus und auf dem Pizol bei Wangs skigefahren. An Wochenenden und nach parlamentarischen Debatten entspannte sich der Magistrat gerne beim Jass-Spiel, das er auch mit dem politischen Gegner pflegte. Früher selber als Turner aktiv, fühlte er sich der Turner-Gemeinde stets verbunden, so zum Beispiel als Ehrenpräsident vom Turnverein Grabs.
Als junger Mann hatte Vetsch einst das Brevet eines schweizerischen Ski-Instruktors in Arosa erworben. In den 1960er Jahren und anfangs der 1970er Jahre entschied er mehrere Ausmarchungen der britisch-schweizerischen und der zürcherisch-sanktgallisch-glarnerischen (Ostschweizer) Parlamentarier-Skirennen für sich. Erstere wurden jeweils in Davos, zweitere im Pizolgebiet ausgetragen. Im Anschluss an einen Wettlauf anlässlich des sanktgallischen Polizei-Skitages vom 8. März 1972 ereilte ihn der frühe Herztod auf seinem bevorzugten Berg, dem Wangser Pizol.
Sein Lebensmotto galt dem oft ausgesprochenen Satz Wirket, solange es Tag! welcher dem Jesuswort aus dem Johannesevangelium 9,4 entnommen ist: Wir müssen die Werke dessen, der mich gesandt hat, wirken, solange es Tag ist; es kommt die Nacht, da niemand wirken kann.